# Eremobelba himalayensis
Eremobelba himalayensis är en kvalsterart som beskrevs av Durga Charan Mondal och Balsi Chand Kundu 1984. Eremobelba himalayensis ingår i släktet Eremobelba och familjen Eremobelbidae. Inga underarter finns listade i Catalogue of Life.